# Piccolo Carso
Il Piccolo Carso, o Carso Proprio, è un gruppo montuoso del Carso, che si estende tra Italia, Slovenia e Croazia.
La vetta più alta è il Monte Maggiore, che raggiunge i 1 396 m s.l.m.

Il Piccolo Carso è indicato come "A1" nel modello di suddivisione delle Alpi Dinariche.

## Delimitazioni
In senso orario, il Piccolo Carso è delimitato da: fiume Isonzo, fiume Vipacco, valico di Preval, passo Gabrk, Divaccia, fiume Recca (Timavo), sella di Clana, fiume Eneo (Récina), Quarnaro, sinclinale di Pisino/Pinguente, golfo di Trieste.
Confina:
- a nord-ovest con la pianura friulana, separati dal fiume Isonzo;
- a nord con l'Alto Carso, separati dal fiume Vipacco;
- a est con il Carso Carniolino, separati dal valico di Preval;
- a est con il Gruppo del Monte Nevoso-Risnjak, separati da passo Gabrk, Divaccia, fiume Recca (Timavo), sella di Clana, fiume Eneo (Récina);
- a sud-est con il Quarnaro;
- a sud-ovest con l'Istria gialla;
- a ovest con il golfo di Trieste.

## Suddivisione
Il Piccolo Carso si può dividere in cinque sottogruppi:
- Carso Monfalconese
- Carso Triestino
- Birchinia
- Cicceria
- Carso di Castua

Il Carso Monfalconese e il Carso Triestino sono divisi dal Vallone di Gorizia, il Carso Triestino e la Cicceria sono divisi dal torrente Rosandra, il Carso Triestino e la Birchinia sono divisi dalla depressione di Divaccia, la Birchinia e la Cicceria sono divisi dal solco di Castelnuovo d'Istria e infine la Cicceria e il Carso di Castua sono divisi dalla strada che collega Mattuglie a Bisterza.

## Vette principali
- Monte Maggiore - 1 396 m
- Veliki Planik - 1 272 m